# Berliet GPL
Der Berliet GPL war ein mittlerer dreiachsiger Lastkraftwagen des französischen Herstellers Berliet mit einer Nutzlast von 10 und mehr Tonnen aus der zweiten Hälfte der 1930er Jahre, den es in zahlreichen Varianten gab.

## Berliet GPL8
Der Berliet GPL8 erhielt seine allgemeine Betriebserlaubnis Ende Dezember 1936. Der Motor vom Typ MDCW war steuerlich mit 23 CV eingestuft, die unbekannte effektive Leistung (die bei mindestens 80 PS lag) wurde bei 2000/min erbracht, die übrigen technischen Daten können der Info-Box entnommen werden. Gebaut wurden 40 Stück 1937, 32 Stück 1938 und 24 Stück 1939.
GPL8 m38: Das Fahrzeug wurde 1938 modernisiert, die allgemeine Betriebserlaubnis erfolgte im Oktober 1938. Der 8-Liter-Sechszylinder-Dieselmotor war jetzt vom Typ MDC2W (Bohrung × Hub 110 × 150 mm = 8553 cm³ Hubraum, 23 Steuer-PS, effektive Leistung nicht genannt bei 1800/min). Das Fahrgestell ohne Aufbauten wog jetzt 6950 kg, die Länge wuchs auf 9,92 m und die Breite auf 2,50 m. Die gebaute Stückzahl dürfte bei denen des GPL8 mit enthalten sein.
GPL 10: 10-Liter-Sechszylinder-Dieselmotor Typ MDE (Bohrung × Hub 120 × 160 mm = 10.857 cm³ Hubraum, 29 Steuer- und 120 effektive PS bei 1650/min), allgemeine Betriebserlaubnis Februar 1934. Die Nutzlast ist mit 12 Tonnen angegeben. Gebaut wurden 2 Stück 1934 und 26 Stück 1935
GPLG: Sechszylinder-Holzgasmotor Typ MKUG (Bohrung × Hub 110 × 140 mm = 7983 cm³ Hubraum, 21 Steuer-CV, effektive Leistung bei 2000/min unbekannt). Die Nutzlast war auf 5 Tonnen reduziert. Allgemeine Betriebserlaubnis Ende Dezember 1934. Gebaute Anzahl nicht genannt, möglicherweise wurde das Fahrzeug zwar angeboten, es erfolgten indessen keine Bestellungen.
GPLG10: Sechszylinder-Holzgasmotor Typ MPEG (Bohrung × Hub 120 × 160 mm = 10.857 cm³ Hubraum, 29 Steuer-PS, effektive Höchstleistung 95 PS bei 2000/min). Das Gewicht des Chassis lag jetzt bei 7600 kg, die Länge bei 9,85 und die Breite bei 2,50 m. Allgemeine Betriebserlaubnis Juni 1939. Gebaute Anzahl unbekannt, vielleicht beim GPLE10 (siehe unten) mit enthalten.
GPLE 10: Sechszylinder-Dieselmotor Typ MDE (Bohrung × Hub 120 × 160 mm = 10.857 cm³ Hubraum, 29 Steuer-PS, effektive Leistung 135 PS bei 1650/min). Gewicht des Chassis ohne Aufbauten 7050 kg, Länge 10 m, sonstige Maße wie GPL8 m38. Datum der allgemeinen Betriebserlaubnis März 1939. Gebaut wurden 19 Stück 1938, 27 Stück 1939 und 2 Stück 1940, hierin sind allerdings die Varianten GPLEG10 und GPLEK mit enthalten.
GPLEG 10: Der GPLEG10 hatte die gleichen technischen Daten wie der GPLG10 (siehe oben), lediglich das höchstzulässige Gesamtgewicht lag mit 20.000 kg um eine Tonne höher. Allgemeine Betriebserlaubnis Ende Juli 1939. Gebaute Stückzahl be<?> der Variante GPLE10 mit enthalten.
GPLEK: 10-Liter-Sechszylinder-Dieselmotor wie beim GPLE 10, Radstand verkürzt auf 4,225 + 1,25 m, allgemeine Betriebserlaubnis Ende Juli 1939. Gebaute Stückzahl be<?> der Variante GPLE10 mit enthalten.
GPLK 8: 8-Liter-Sechszylinder-Dieselmotor Typ MDCW (Bohrung × Hub 110 × 150 mm = 8553 cm³, 23 Steuer-CV, effektive Leistung unbekannt bei 2000/min), Nutzlast 11,2 Tonnen, Radstand 4,925 + 1,25 m, Länge 9,965 und Breite 2,35 m, allgemeine Betriebserlaubnis Juni 1938. Gebaut wurden 6 Stück 1937, 6 Stück 1938 und 2 Stück 1939.

### Originalquellen
Eine Publikation, in der alle vor 1945 gebauten Berliet-Typen individuell abgehandelt wären, gibt es nicht. Neben der unten erwähnten Literatur wurde auf folgende in der Fondation Berliet verwahrte Originalunterlagen zurückgegriffen:
- "Fiches des Mines": Es handelt sich um die Unterlagen zur Erteilung einer allgemeinen Betriebserlaubnis, hierfür ist in Frankreich der "Inspecteur des mines" sachlich zuständig. Diese Unterlagen sind chronologisch geordnet und nummeriert. Nicht zu jedem Typ bzw. Variante gibt es entsprechende Unterlagen, teils, weil sie wohl als Untervarianten eines Typs verstanden wurden, für den eine gesonderte Erlaubnis nicht erforderlich war, teils wohl, weil diese Unterlagen im Laufe der letzten 100 Jahre verlorengegangen sind. Bei Militärtypen gibt es Hinweise, dass eine Betriebserlaubnis direkt durch militärische Dienststellen erfolgte, was entsprechende "fiches des mines" überflüssig machte. Die Quellenbezeichnung lautet: "Fiches No...."
- "Etat des véhicules utilitaires et autobus declares aux mines depuis 1920", eine 15-seitige Zusammenstellung vom 1. Dezember 1941, enthält insbesondere die reservierten Chassisnummernbänder, die jedoch vielfach nicht vollständig ausgeschöpft wurden, einige Typen bzw. Varianten werden nicht erwähnt, Quellenbezeichnung lautet: "Etat S..."
- "Nombre de véhicules construits de 1930 à 1942", siebenseitige Zusammenstellung der zwischen 1930 und 1942 gebauten Stückzahlen an Nutzfahrzeugen, erstellt wohl 1943, erste Seite teilweise irreparabel verderbt, teilweise werden mehrere Typen bzw. Varianten zusammengefasst, Quellenbezeichnung lautet: "Nombre S...."

### Sonstige Literatur
- Monique Chapelle: Berliet. 1. Auflage. EMCE, Saint-Chamond 2016, ISBN 978-2-35740-049-8.
- Christophe Puvilland: Berliet 1905–1978, toute la gamme omnibus, autocars, autobus et trolleybus. 1. Auflage. histoire&collections, Paris 2008, ISBN 978-2-35250-059-9.
- François Vauvillier: Tous les Berliet militaires 1914–1940, vol.1: les camions. histoire&collections, Paris 2019, ISBN 978-2-35250-496-2.